# Государственный совет КНР
Государственный совет Китайской Народной Республики (кит. трад. 中華人民共和國國務院, упр. 中华人民共和国国务院, пиньинь Zhōnghuá Rénmín Gònghéguó Guówùyuàn, палл. Чжунхуа жэньминь гунхэго гоуюань) или сокращённо Госсовет КНР или Центральное народное правительство (кит. упр. 中央人民政府, пиньинь Zhōngyāng Rénmín Zhèngfǔ, палл. Чжунъян жэньминь чжэнфу) — высший государственный исполнительный орган КНР. Госсовет проводит в жизнь законы и постановления, разработанные и принятые Всекитайским собранием народных представителей и его Постоянным комитетом; он ответствен перед ними и подотчётен им. Госсовет в сфере своих полномочий определяет административные мероприятия, формулирует административно-правовые акты, издаёт постановления и распоряжения.
В состав Госсовета входят:
- Премьер Госсовета КНР
- Вице-премьеры
- Государственные советники
- начальник секретариата
- руководители министерств и ведомств
- председатели госкомитетов
- председатель Народного банка Китая
- начальник Государственного ревизионного управления.

## Текущий состав
11 марта 2023 года ВСНП утвердило Ли Цяна в качестве премьера Госсовета, на следующий день на должностях вице-премьеров были утверждены Дин Сюэсян, Чжан Гоцин, Лю Гочжун и Хэ Лифэн.

### Постоянный комитет Госсовета
Премьер Госсовета
- Ли Цян — курирует в правительстве вопросы развития и реформ, цен, финансово-экономической деятельности, статистики, а также другие, относящиеся к макроэкономике.

Вице-премьеры КНР
- Дин Сюэсян — первый по рангу вице-премьер, курирует вопросы развития экономики и реформ, жилья, охраны окружающей среды, природных и земельных ресурсов
- Хэ Лифэн
- Чжан Гоцин
- Лю Гочжун

Государственные советники КНР
- У Чжэнлун — начальник Секретариата (Канцелярии) Госсовета КНР
- Ван И — министр иностранных дел
- Дун Цзюнь — министр обороны и генерал-полковник НОАК
- Ван Сяохун — министр общественной безопасности
- Чэнь Ицинь — член ЦК КПК 20-го созыва

### Главы министерств и ведомств КНР
- Лю Кунь — министр финансов
- Цзинь Чжуанлун — министр промышленности и информатизации
- Чэнь Исинь — министр государственной безопасности
- Тан Дэнцзе — министр гражданской администрации
- Хуай Цзиньпэн — министр образования
- Ван Чжиган — министр науки и технологий
- Хэ Жун — министр юстиции
- Ван Сяопин — министр трудовых ресурсов и социального обеспечения
- Ни Хун — министр жилья, городского и сельского строительства
- Ли Сяопэн — министр транспорта
- Ли Гоин — министр водного хозяйства
- Ван Вэньтао — министр коммерции
- Ван Сянси — министр по управлению чрезвычайными ситуациями
- Тан Жэньцзянь — министр сельского хозяйства и сельских дел
- Ван Гуанхуа — министр природных ресурсов
- Хуан Жуньцю — министр экологии и окружающей среды
- Ху Хэпин — министр культуры и туризма
- Пэй Цзиньцзя — министр по делам ветеранов
- Чжэн Шаньцзе — председатель Госкомитета по делам развития и реформ
- Ма Сяовэй — председатель Госкомитета по делам здравоохранения
- Пань Юэ — председатель Госкомитета по делам национальностей
- Хоу Кай — главный ревизор Государственного контрольно-ревизионного управления
- И Ган — директор Народного банка